# Catocala conjuncta
Catocala conjuncta ist ein Schmetterling (Nachtfalter) aus der Familie der Eulenfalter (Noctuidae).

## Merkmale
Die Falter von Catocala conjuncta erreichen eine Flügelspannweite von 58 bis 66 Millimetern. Die Vorderflügel sind in verschiedenen Brauntönen gefärbt, wodurch sie sich bei dachförmig zusammengelegten Flügeln kaum von der Baumrindenunterlage, auf der sie bevorzugt ruhen, abheben. Die Art gehört zu den mittelgroßen Ordensband-Arten. Der ähnliche Große Eichenkarmin (Catocala sponsa) ist deutlich größer, vom etwa gleich großen Kleinen Eichenkarmin (Catocala promissa) unterscheidet sich Catocala conjuncta durch die weniger stark gezackte Linie nahe dem Außenrand der Vorderflügel. Die Hinterflügel sind rot und weisen zwei schwarze Bänder auf, ein schmales im Mittelteil und ein breites am Außenrand.
Die Raupen sind rindenfarbig graubraun gefärbt, mit feinen schwarzen Punkten. Sie haben zwei schwach ausgebildete, braune Rückenstreifen, an denen sich kleine, rötliche Warzen befinden.
Die Puppe misst 26 mm in der Länge und hat einen maximalen Durchmesser von 7,2 mm (Weibchen aus Südostspanien). Sie ist hell ockerbraun und bereift. Es ist kein eigentlicher, abgesetzter Kremaster ausgebildet. Stattdessen ist das Hinterleibsende von oben (bzw. unten) gesehen breit gerundet, in der Seitenansicht aber eher gespitzt. Der Bereich, der dem Kremaster in etwa entspricht ist auf der Rückenseite an der Basis relativ dicht mit rund zehn mittelstarken Längsrippen besetzt. Die Bauchseite ist eher unregelmäßig skulptiert und in der Mitte der
Basis etwas vertieft. Das absolute Hinterleibsende ist dorsal bis seitlich mit acht, gekrümmten Borsten besetzt.

### Ähnliche Arten
- Kleines Eichenkarmin (Catocala promissa)
- Großes Eichenkarmin (Catocala sponsa)

## Geographische Verbreitung und Lebensraum
Bei Catocala conjuncta handelt es sich um eine im Mittelmeerraum weit verbreitete Art, deren nördlichstes Vorkommen das Gardaseegebiet ist. Gelegentlich verfliegen sich Falter nach Südtirol, Osttirol oder noch weiter nördlich. Der diesbezüglich extreme Fundort war 2004 das Minsmere RSPB reserve in England. Die Art kommt auch in Kleinasien und Nordafrika vor. Sie bevorzugt Waldgebiete mit Steineichenbestand.

## Lebensweise
Die Falter fliegen von Juli bis September. Die Raupen ernähren sich von den Blättern von Eichen (Quercus), insbesondere von denen der Steineiche (Quercus ilex). Die Falter trinken mittels ihres Saugrüssels gelegentlich Baumsäfte und können mit einem Köder angelockt werden.

## Gefährdung
Die Art ist in Deutschland nicht heimisch, weshalb auf eine Klassifizierung auf der Roten Liste gefährdeter Arten verzichtet wird. In Österreich wurde die Art lediglich einmal in Osttirol als Irrgast gefangen. Deshalb gibt es keine Einstufung der Art in den Roten Listen Österreichs.